# Габријела Рајнш
Габријела Рајнш (Котбус, 23. септембар 1963.) некадашња је репрезентативка Источне Немачке у атлетици и актуелна светска рекордерка у бацању диска.

## Рана каријера
Рајнш је почела да се такмичи у атлетици са 14 година, прво у скоку у вис, а потом и у бацању кугле. У бацању кугле је освојила сребрну медаљу на јуниорском првенству Европе 1981. године. 1982. Рајнш је почела интензивно да тренира бацање диска. Рајнш је била члан атлетског клуба Котбус до 1985. године, а од 1986. клуба у Потсдаму. Тренирала је са Лотаром Хилебрандом.

## Светски рекорд у бацању диска
Дана 9. јула 1988. на атлетском двобоју репрезентација Источне Немачке и Италије у Нојбранденбургу, поставила је светски рекорд хицем од 76 метара и 80 сантиметара (диск тежине од једног килограма). Њен хитац био је 2.24 метра даљи од претходног светског рекорда који је држала Чехословакиња Зденка Шилхава. Рекорд Габријеле Рајнш је и даље актуелан зато што је постигунут на званичном такмичењу, за разлику од резултата њене земљакиње Мартине Хелман, чији хици од 76.92 м и 78.14 м (оба постигнута 6. септембра 1988. године) нису признати као светски рекорди зато што су остварени на незваничном такмичењу.

## Међународна такмичења
| Представљајући Демократску Републику Немачку | Представљајући Демократску Републику Немачку | Представљајући Демократску Републику Немачку | Представљајући Демократску Републику Немачку | Представљајући Демократску Републику Немачку | Представљајући Демократску Републику Немачку |
| Година                                       | Такмичење                                    | Место                                        | Пласман                                      | Дисциплина                                   | Резултат                                     |
| -------------------------------------------- | -------------------------------------------- | -------------------------------------------- | -------------------------------------------- | -------------------------------------------- | -------------------------------------------- |
| 1981.                                        | Европско првенство за јуниоре                | Утрехт, Холандија                            | 2.                                           | Бацање кугле                                 | 17,03 м                                      |
| 1987.                                        | Универзијада                                 | Загреб, Југославија                          | 2.                                           | Бацање диска                                 | 64,12 м                                      |
| 1988.                                        | Олимпијске игре                              | Сеул, Јужна Кореја                           | 7.                                           | Бацање диска                                 | 67,26 м                                      |
| 1989.                                        | Универзијада                                 | Дуизбург, Западна Немачка                    | 2.                                           | Бацање диска                                 | 65,20 м                                      |
| 1990                                         | Европско првенство                           | Сплит, Југославија                           | 4.                                           | Бацање диска                                 | 66,08 м                                      |